# Centaurea albertii
Centaurea albertii — вид квіткових рослин айстрових (Asteraceae). Ендемік Сербії та Косово.